# Smith Rock State Park
Der Smith Rock State Park ist ein State Park im Deschutes County des US-Bundesstaates Oregon. Der 1959 gegründete 263 ha große Park liegt 14 km nordöstlich von Redmond bei Terrebonne.
Der Park schützt einen Höhenzug von vielfarbigen Felsspitzen, die über dem Crooked River in der High Desert in Oregon aufragen. Die Felsen aus Tuffstein sind vulkanischen Ursprung und steigen bis zu 167 m vom Talboden empor, die höchste Erhebung ist 1024 m hoch. Berühmt ist der Monkey Face, eine über 100 m hohe Felssäule mit Überhängen auf allen Seiten in der Form eines Affenkopfs.
Benannt wurden die Felsen nach dem Pionier John Smith,  der sie 1867 entdeckt haben soll. Nach einer anderen Legende sind sie nach einem Soldaten namens Volk Smith benannt, der hier bei einem Gefecht mit Paiute 1863 tödlich verunglückt sein soll. Das Gebiet des Parks erwarb der Staat durch Schenkungen der Stadt Redmond und durch Ankauf von Privatbesitz zwischen 1960 und 1975. An Wildtieren kann man Maultierhirsche, Goldadler, Präriefalken, und viele weitere Vogelarten, wie zum Beispiel Lazulifinken beobachten, schwieriger zu sehen sind Gelbbauchmurmeltiere oder Fledermäuse.  
Die Benutzung des Parks ist gebührenpflichtig. Der Park gilt mit als Geburtsort des Sportkletterns in den USA. Heute ist er mit über 1800 Kletterrouten ein international bekanntes Ziel für Sportklettern. Durch den Park führen auch Reitwege, Mountain-Biketrails und insgesamt sieben Kilometer Wanderwege. Am Parkeingang befinden sich ein Picknickplatz und ein einfacher Zeltplatz.
Der Park diente mehrfach als Filmkulisse, z. B. für den Western Mit Dynamit und frommen Sprüchen mit John Wayne oder für den Film Postman von und mit Kevin Costner.